# Destiny (албум)
Destiny е четвъртият студиен албум на германската група No Angels. Излиза на пазара на 13 април 2007 г. Достига до четвърто място в Германия. От него са издадени 4 сингъла Goodbye to Yesterday, Maybe, Amaze Me/Teardrops и Disappear, като с последната групата представя страната на песенния конкурс „Евровизия 2008“ в Белград.

## Списък с песните

### Оригинален траклист
1. Goodbye to Yesterday – 3:29
2. I Believe in You – 3:36
3. Been Here Before – 3:04
4. Amaze Me – 3:47
5. Maybe – 3:23
6. I Had a Feeling – 3:30
7. Make a Change – 3:37
8. Back Off – 4:25
9. What If – 4:10
10. I Don't Wanna Talk About It – 4:26
11. Misguided Heart – 4:08
12. A Reason – 4:13
13. The Rhythm of My Heart – 3:00

### Destiny Reloaded
1. Disappear – 3:20
2. Been Here Before – 3:04
3. Teardrops – 3:14
4. Amaze Me – 3:47
5. I Believe in You – 3:36
6. I Had a Feeling – 3:30
7. Maybe (Tomasino Remix) – 4:01
8. Make a Change – 3:37
9. Back Off – 4:25
10. Been Here Before (Tomasino Remix) – 3:24
11. Misguided Heart – 4:08
12. I Don't Wanna Talk About It – 4:26
13. Maybe – 3:23
14. Secret's Out – 3:14
15. What If – 4:10
16. Goodbye to Yesterday – 3:29
17. A Reason – 4:13
18. Ain't Gonna Look the Other Way – 3:49
19. The Rhythm of My Heart – 3:00

### DVD
1. No Angels – На живо от концерт
2. No Angels – Новата видеоколекция (вкл. изработка)
3. No Angels – Слайдшоу със снимки